# Quercus oxyodon
Quercus oxyodon Miq. – gatunek roślin z rodziny bukowatych (Fagaceae Dumort.). Występuje naturalnie w Nepalu, Bhutanie, północno-wschodniej części Indii, Mjanmie oraz Chinach (w prowincjach Guangdong, Kuejczou, Hubei, Hunan, Jiangxi, Shaanxi, Syczuan, Junnan i Zhejiang, a także w regionach autonomicznych Kuangsi i południowo-wschodnim Tybecie).

## Morfologia
PokrójZimozielone drzewo dorastające do 20 m wysokości.
LiścieBlaszka liściowa jest oprószona od spodu i ma kształt od podługowato lancetowatego do eliptycznego. Mierzy 12–22 cm długości oraz 3–8 cm szerokości, jest piłkowana na brzegu, ma nasadę od klinowej do zaokrąglonej i wierzchołek od spiczastego do ogoniastego. Ogonek liściowy jest nagi i ma 25–40 mm długości.
OwoceOrzechy o kształcie od jajowatego do kulistawego, dorastają do 15–22 mm długości i 12–17 mm średnicy. Osadzone są pojedynczo w kubkowatych miseczkach do połowy ich długości. Same miseczki mierzą 15–20 mm średnicy.

## Biologia i ekologia
Rośnie w lasach mieszanych. Występuje na wysokości od 700 do 2800 m n.p.m. Kwitnie od maja do czerwca, natomiast owoce dojrzewają od września do października.